# Iniopteryx rushlaui
Iniopteryx es un género extinto de holocéfalos que apareció en el Carbonífero y desapareció a finales del Pérmico. Sus fósiles solamente han sido encontrados con abundancia en Pensilvania (Estados Unidos), en Norteamérica. Se caracterizaba por tener aletas parecidas a las de los peces voladores.

## Especie
- Iniopteryx rushlaui (única).[3]